# Thomas Lemmer
Thomas Lemmer (* 15. April 1977 in Marburg/Lahn, Deutschland) ist Musiker (Keyboarder/Pianist), Musikproduzent und Komponist.
Seine Musik ist vorwiegend den Musikrichtungen Elektronische Musik, Downtempo, Ambient, Trip-Hop, Ibiza-Sounds, Lounge und Chillout zuzuordnen.

## Leben
Thomas Lemmer erhielt als Jugendlicher eine klassische Klavier-Ausbildung, worauf später auch eine Kirchenorganisten-Ausbildung folgte. Im Jahr 1995 startete er mit Elke Ludwig das Duo diPOLAR. Der Song Rette mich aus ihrem Debütalbum diPOLAR wurde 2005 mit der A-cappella-Formation Harmony Central beim Deutschen Rock & Pop Preis in Hamburg in der Neuen Flora aufgeführt. Dabei belegten sie den dritten Platz der Kategorie Pop.
Im Jahr 2009 veröffentlichte er sein erstes Solo-Album Chillout Lounge. Der Titel Fatigué wurde auch auf der Café del Mar – Volume 16 veröffentlicht. 
2010 begann Lemmer mit dem Songschreiber und Produzenten Aaron Taylor das Musikprojekt Motif mit  Lemmer vorwiegend in der Rolle des Produzenten, Taylor hauptsächlich als Musikautoren. Ihre Songs wurden durch verschiedene Sängerinnen interpretiert. Der  Musikstil bewegt sich zwischen Downtempo, Electronic und Trip-Hop. Ihre erste Produktion und Veröffentlichung war Give it away, gesungen von Hannah Magenta, welche auf der 30 Years of Music-Compilation von „Café del Mar“ veröffentlicht wurde. Weitere Single-Veröffentlichungen folgten bei diversen Labels, insbesondere der Dance- und Electronica-Szene (EDM).
2011 veröffentlichte Lemmer sein zweites Studio-Album Relieve. Die Single-Veröffentlichungen aus diesem Album I like it, One und Is it too late, wurden gesungen von Lena Belgart. Es folgte 2012 eine Remix-Edition des Albums Relieve, auf der die Remixe der Single-Auskopplungen und weitere bis dato unveröffentlichte Remixe enthalten sind.
2013 übernahm das Label Sine Music seinen gesamten Musikkatalog und veröffentlicht seitdem seine Musik.
2022 veröffentlichte Lemmer mit dem Album Hope sein erstes Album im immersiven Dolby Atmos Format.

## Diskografie

### Alben
- Chillout Lounge (2009)
- Relieve (2011)
- Relieve – Remix Edition (2012)
- Still (2013)
- Relieve – Deluxe Edition (2014)
- Still Remixed (2014)
- Zero Gravity (2014)
- Pure (2016)
- Ambitronic (2017)
- Meerblick [mit Christoph Sebastian Pabst] (2019)
- Night Travellers [mit Andreas Bach] (2019)
- Bergblick [mit Christoph Sebastian Pabst] (2020)
- Ambient Nights (2021)
- Pulse [mit Andreas Bach] (2021)
- Hope (2022)
- One Vision [mit Oine] (2024)
- One Vision Remixed [mit Oine] (2024)
- Dreamscapes (2025)
- Perspectives [mit Lukas Midub] (2025)

### EPs
- Juno [mit Setsuna] (2015)
- Meeresleuchten [mit Christoph Sebastian Pabst] (2018)
- Meeresleuchten Remixed [mit Christoph Sebastian Pabst] (2018)
- Tiefblauhorizont [mit Christoph Sebastian Pabst] (2018)
- Tiefblauhorizont Remixed [mit Christoph Sebastian Pabst] (2019)
- Night Travellers Remixed [mit Andreas Bach] (2019)
- In Silence (2019)
- Gymnopédies [von Erik Satie] (2020)
- Tiefschneegipfel [mit Christoph Sebastian Pabst] (2020)
- Awakening (2020)
- Ambient Nights Remixed (2021)
- Hope Remixed (2023)
- Into the Light [mit Andreas Bach] (2024)
- I'm on my way [mit Lukas Midub] (2024)
- Enigma [mit Oine] (2024)
- Berlin [mit Oine und Electrix] (2025)

### Singles
- Fatigué (2011)
- Is it too late [feat. Lena Belgart] (2011)
- One (2013)
- I like it (2013)
- Deep water (2013)
- Underwater love (2014)
- Blissful mind (2014)
- Forever [feat. Naemi Joy] (2016)
- Lost [feat. Tina Sona] (2016)
- A X [mit SINE] (2016)
- A IV (2017)
- Embracing love [mit Andreas Bach] (2018)
- Sweet lullaby [mit Andreas Bach] (2018)
- Surfwellensommer [mit Christoph Sebastian Pabst] (2019)
- Cozy days [mit Andreas Bach] (2019)
- Illuminating dream [mit Andreas Bach] (2019)
- Starlit sky [mit Andreas Bach] (2019)
- It's good in your arms (2019)
- Almseemorgen [mit Christoph Sebastian Pabst] (2020)
- Matterhornmassiv [mit Christoph Sebastian Pabst] (2020)
- Gebirgsbachtürkis [mit Christoph Sebastian Pabst] (2020)
- There you'll be free (2020)
- There you'll be free (Sine Remix) (2021)
- Young life [mit Andreas Bach] (2021)
- Reunion [mit Andreas Bach] (2021)
- Along the 7 seas (feat. Valeska Rautenberg) [mit Andreas Bach] (2021)
- Missing you (feat. Esther Esrah) [mit Andreas Bach] (2021)
- Not yet (Ambient Version) [mit Andreas Bach] (2021)
- Arise (2022)
- Focus (2022)
- Love me now [mit Tauon] (2022)
- The world belongs to us (2022)
- The power of love [feat. Tina Sona] (2022)
- Diversity [mit Christoph Sebastian Pabst] (2022)
- Your soul (2022)
- Memories [mit Andreas Bach] (2022)
- Never lose hope [feat. Valeska Rautenberg] (2022)
- Summit [mit Andreas Bach] (2022)
- Serenity (Slowed + Reverbed) (2023)
- The world belongs to us (Oine Remix) (2023)
- I could (feat. Esther Esrah) (Gold Lounge Remix) (2023)
- Love me now (Glint Remix) [mit Tauon] (2023)
- Serenity (Cosmaks Remix) (2023)
- Inner force [mit Oine] (2023)
- Maybe (feat. ROO J) [mit Oine] (2023)
- Drift [mit Oine] (2023)
- Waiting for you (feat. Andreas Bach) [mit Oine] (2023)
- Arctica (Lukas Midub Remix) (2023)
- Forever [mit Oine] (2023)
- Confidence [mit Oine] (2024)
- Pulsar [mit Lukas Midub] (2024)
- Summit serenity [mit Lukas Midub] (2024)
- Signal [mit Electrix] (2024)
- Moonlit reverie (2024)
- About you [mit Oine] (2024)
- Moonlit reverie (Remixed) (2024)
- Drift (Remixed) [mit Oine] (2024)
- Ocean [mit Oine] (2024)
- Maybe (Remixed) [mit Oine] (2024)
- Confidence (Remixed) [mit Oine] (2024)
- Nocturnal embrace (2024)
- Calling (Remixed) [mit Oine] (2024)
- One Vision (Remixed) [mit Oine] (2024)
- Under a starlit sky of dreams (2025)
- Drifting through the milky way (2025)
- Chasing dreams under the moonlight (2025)
- Jazz pulse [mit Lukas Midub] (2025)
- I won't waste another day (Radio Edit) [mit Lukas Midub] (2025)
- Nocturnal embrace (Variation by Oine) [mit Oine] (2025)
- Vibrance [mit Lukas Midub] (2025)

### Remixes
- Jerome Noak feat. Al Miller – You got me (Thomas Lemmer Chillout Remix) (2012)
- Danny Stubbs – Orion (Thomas Lemmer Chillout Remix) (2013)
- Danny Stubbs – Lost in me (Thomas Lemmer Chillout Remix) (2014)
- Setsuna – Three (Thomas Lemmer Chillout Remix) (2014)
- Evadez – Chapters (Thomas Lemmer Deep 808 RMX) (2015)
- 7th District feat. Siri Svegler – Running in circles (Thomas Lemmer Remix) (2016)
- Polished Chrome – In the garden (Thomas Lemmer's Bird Symphony Remix) (2017)
- Polished Chrome – Dreamland (Thomas Lemmer Ambitronic Remix) (2017)
- Sine – Stupid minds (Thomas Lemmer Remix) (2018)
- Sedman – Hold me (Thomas Lemmer Remix) (2018)
- High on Isra – An Ending (Thomas Lemmer Remix) (2021)
- High on Isra – An Ending (Thomas Lemmer Ambient Remix) (2021)
- Sine – Caught In Time (Thomas Lemmer Remix) (2021)

### Kompilationen
- Die Musik von Thomas Lemmer findet man auf mehr als 300 Kompilationen wie beispielsweise Café del Mar, Le Café Abstrait (Raphaël Marionneau) und Cosmic Chill Lounge (Sine Music).